# Igoris Stukalinas
Igoris Stukalinas, występujący także jako Igor Stukalin (ur. 19 czerwca 1972) – litewski piłkarz występujący na pozycji pomocnika, reprezentant kraju.

## Życiorys
Seniorską karierę rozpoczynał w klubie Geležinis Vilkas Wilno, w barwach którego w sezonie 1992/1993 zadebiutował w A lydze. 30 marca 1993 roku zadebiutował w reprezentacji Litwy w zremisowanym 2:2 towarzyskim spotkaniu ze Słowacją. W 1994 roku został zawodnikiem Sakalasu Szawle (od 1996 roku funkcjonującym pod nazwą Kareda). Z tym klubem w sezonach 1996/1997 i 1997/1998 zdobywał mistrzostwo kraju. W 1999 roku został zatrudniony przez Sheriffa Tyraspol, gdzie występował do 2001 roku, zdobywając w sezonie 2000/2001 mistrzostwo i Puchar Mołdawii. W latach 2001–2006 był zawodnikiem FK Ventspils, z którym trzykrotnie (2003, 2004, 2005) zdobywał Puchar Łotwy, a w sezonie 2006 zdobył mistrzostwo Łotwy. Po zakończeniu sezonu zakończył karierę. Wznowił ją na krótko w 2009 roku jako piłkarz LiCS Wilno.

## Statystyki ligowe
| Sezon         | Klub                   | Liga                  | Mecze | Gole |
| ------------- | ---------------------- | --------------------- | ----- | ---- |
| 1992/1993     | Geležinis Vilkas Wilno | A lyga                | 17    | 4    |
| 1993/1994     | Geležinis Vilkas Wilno | A lyga                | 16    | 1    |
| 1994/1995     | Sakalas Szawle         | A lyga                | 19    | 5    |
| 1995/1996     | Sakalas Szawle         | A lyga                | 23    | 7    |
| 1996/1997     | Kareda Szawle          | A lyga                | 19    | 4    |
| 1997/1998     | Kareda Szawle          | A lyga                | 27    | 11   |
| 1998/1999     | Kareda Szawle          | A lyga                | 19    | 7    |
| 1999 (j)      | Kareda Szawle          | A lyga                | 1     | 0    |
| 1999/2000     | Sheriff Tyraspol       | Divizia Națională     | 35    | 5    |
| 2000/2001 (j) | Sheriff Tyraspol       | Divizia Națională     | 3     | 0    |
| 2001          | FK Ventspils           | Virslīga              | 28    | 18   |
| 2002          | FK Ventspils           | Virslīga              | 26    | 3    |
| 2003          | FK Ventspils           | Virslīga              | 25    | 7    |
| 2004          | FK Ventspils           | Virslīga              | 25    | 2    |
| 2005          | FK Ventspils           | Virslīga              | 24    | 3    |
| 2006          | FK Ventspils           | Virslīga              | 19    | 1    |
| 2009          | LiCS Wilno             | SFL Ergo A divizionas | ?     | 1    |